# Boca Raton Museum of Art
Le musée d'art de Boca Raton a été fondé par des artistes en 1950 en tant que Art Guild of Boca Raton.
L'organisation s'est développée pour englober une école d'art, une association d'artiste (Artists' Guild), un magasin et un musée présentant des collections permanentes d'art contemporain, de photographie, d'art non occidental, de verre et de sculpture, ainsi qu'une sélection variée d'expositions temporaires.
Le musée est situé au 501 Plaza Real, à Boca Raton, en Floride, dans le parc Mizner (en).

## Collection permanente
- Des peintures, dessins et sculptures européens et américains des XIXe et XXe siècles
- La collection John J. Mayers de maîtres modernes (comprenant Degas, Matisse, Modigliani, Picasso, Seurat et d'autres)
- Après le minimalisme : sculpture abstraite des années 1970 et 1980
- L'art des artefacts de l'Afrique de l'Ouest
- La collection d'art précolombien Jean et David Colker et des sélections de la collection de photographies[1]
- Collections de jardins de sculptures. Plus de trente sculptures sont présentées au musée et à l'école d'art.

## Artistes dans la collection
| - Arman - Samuel Bak - Will Barnet (en) - Jennifer Bartlett - Georg Baselitz - Leonard Baskin (en) - Rudolf Bauer - George Bellows - Isabel Bishop - Oscar Florianus Bluemner - Ilya Bolotowsky (en) - Graciela Rodo Boulanger - Stanley Boxer (en) - Georges Braque - Jack Bush - Alexander Calder - Anthony Caro - Leonora Carrington - Lynn Chadwick - Marc Chagall - John Chamberlain - Mihail Chemiakin - Jules Chéret - Sandro Chia - Judy Chicago - Dale Chihuly - Dan Christensen (en) | - Christo et Jeanne-Claude - Chryssa - Howard Chandler Christy - Chuck Close - George Cohen (en) - John Constable - Lovis Corinth - Guillaume Cornelis van Beverloo - Bill Crawford (en) - Carlos Cruz-Díez - José Luis Cuevas - Allan D'Arcangelo - Haydn Llewellyn Davies (en) - Arthur Bowen Davies - Gene Davis (en) - Stuart Davis - Adolf Dehn (en) - Elaine de Kooning - Sonia Delaunay - Charles Demuth - Lesley Dill (en) - Jim Dine - Stevan Dohanos (en) - Enrico Donati - Roland Dorcely (en) - Jean Dubuffet - William R. Dunlap (en) | - Albrecht Dürer - Edouard Duval-Carrié - Friedel Dzubas - Fred Ellis - Jimmy Ernst - Max Ernst - Erté - M. C. Escher - Richard Estes - Lyonel Feininger - Georges de Feure - Ernest Fiene (en) - Leonor Fini - Eric Fischl - Audrey Flack - Jean-Michel Folon - Sam Francis - William Glackens - Nancy Graves - Cleve Gray (en) - Stephen Greene (en) - Al Held - John Raymond Henry (en) - Jasper Johns - Wolf Kahn (en) | - Alex Katz - Leon Kroll (en) - Yasuo Kuniyoshi - Ronnie Landfield - John Levee - Pat Lipsky (en) - Conrad Marca-Relli - John Marin - Knox Martin - John Matos - Reuben Nakian (en) - Robert Natkin (en) - Louise Nevelson - Costantino Nivola - Guy Pène du Bois - Richard Pousette-Dart - Maurice Prendergast - Paul Reed (en) - I. Rice Pereira - Betye Saar - Italo Scanga (en) - Jacques Soisson - Julian Stanczak - Akio Takamori (en) - Jacques Villon - Jerry Weiss (en) - Adja Yunkers (en) |

## Galerie

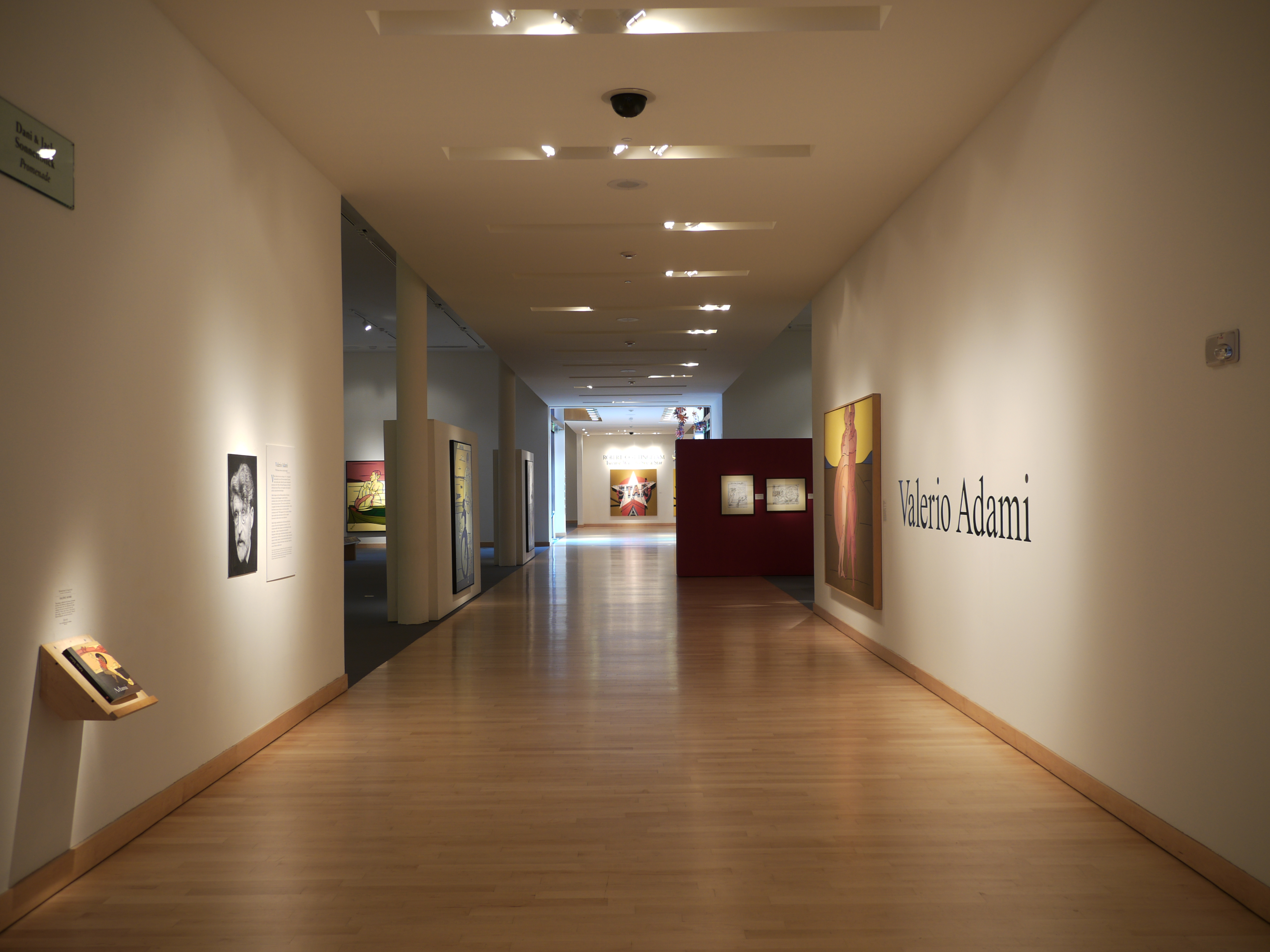
Exposition Valerio Adami